# Noora Kanerva
Noora Kanerva (1 augustus 1987) is een mountainbikester uit Finland.
In 2017 werd Kanerva nationaal kampioene mountainbike van Finland op het onderdeel cross-country. In 2024 werd zij nationaal kampioene veldrijden.

## Veldrijden

### Resultatentabel elite
| Seizoen   |    | WK | EK | FK |    | Klassementen | Klassementen | Klassementen | Klassementen | Klassementen |       | UCI- ranking |  | Podia | Podia | Podia | Aantal crossen |
| Seizoen   | WB | WK | EK | FK | SP | Trofee       | TOI          | Swiss        | Goud         | Zilver       | Brons | UCI- ranking |  |       |       |       | Aantal crossen |
| --------- | -- | -- | -- | -- | -- | ------------ | ------------ | ------------ | ------------ | ------------ | ----- | ------------ |  | ----- | ----- | ----- | -------------- |
| 2024-2025 |    |    |    | 1  |    |              |              |              |              |              |       |              |  |       |       |       |                |
| Totaal    |    |    |    | 1  |    |              |              |              |              |              |       |              |  |       |       |       |                |

### Podiumplaatsen elite
| Legenda                       |
| ----------------------------- |
| Wereldkampioenschappen        |
| Continentale kampioenschappen |
| Nationale kampioenschappen    |
| Wereldbeker                   |
| Superprestige                 |
| Trofee                        |
| Overige veldritten            |

| Nr.           | Seizoen       | Datum           | Veldrit                                | Cat.          | Wedstrijdserie                |               |
| Overwinningen | Overwinningen | Overwinningen   | Overwinningen                          | Overwinningen | Overwinningen                 | Overwinningen |
| ------------- | ------------- | --------------- | -------------------------------------- | ------------- | ----------------------------- | ------------- |
| 1.            | 2024-2025     | 26 oktober 2025 | Fins Kampioenschap Veldrijden, Tuusula | CN            | Fins Kampioenschap Veldrijden | [ 5 ]         |
| 2e plaatsen   |               |                 |                                        |               |                               |               |
| 3e plaatsen   |               |                 |                                        |               |                               |               |